# Front démocratique (Chypre)
Le Front démocratique (en grec moderne : Δημοκρατική Παράταξη, romanisé : Dimokratikí Parátaxi abrégé DIPA) est un parti politique centriste de Chypre.
Le parti est créé à la suite d'un désaccord avec le chef du parti démocrate, Nikólas Papadópoulos (en), sur la position de l’administration chypriote grec pour la résolution du problème de la partition de Chypre. Le parti est admis à l'Alliance des libéraux et des démocrates pour l'Europe (ALDE) le 18 novembre 2020.

## Résultats
| Année | Voix   | %    | Rang | Élus   |
| ----- | ------ | ---- | ---- | ------ |
| 2021  | 21 832 | 6,10 | 6e   | 4 / 56 |